# Fondo di garanzia dei depositanti del credito cooperativo
Il Fondo di garanzia dei depositanti del credito cooperativo è un particolare fondo la cui funzione è risarcire (nei casi previsti dalla legge e fino a un massimo di 100 000 euro i depositanti delle banche di credito cooperativo in stato di fallimento (o, più precisamente, di liquidazione coatta amministrativa). In alcuni casi, come ad esempio le azioni, il rimborso non è dovuto. La banche non di credito cooperativo aderiscono invece a un fondo similare denominato Fondo interbancario di tutela dei depositi.

## Storia
Un antenato dell'attuale Fondo di garanzia dei depositanti del credito cooperativo può essere considerato il "Fondo centrale di garanzia delle Casse rurali ed artigiane", istituito nel 1978; il fondo era costituito inizialmente su base volontaria. Nel 1987 nacque anche il Fondo interbancario di tutela dei depositi, il quale era rivolto invece alle banche diverse dalle Casse rurali ed artigiane.
Il Fondo centrale di garanzia delle Casse rurali ed artigiane svolgeva non solo la funzione di rimborso parziale dei crediti vantati dai clienti, ma anche quella di supporto alle Casse rurali ed artigiane in difficoltà, distinguendosi in tal modo dal corrispettivo Fondo interbancario di tutela dei depositi.
L'istituzione vera e propria del Fondo di garanzia dei depositanti del credito cooperativo si ebbe il 14 marzo 1997, grazie a Federcasse; a tale fondo presero parte inizialmente ben 362 banche di credito cooperativo. L'istituzione del fondo fu obbligatoria, al fine di uniformarsi alla direttiva 14/94/CE, la quale rendeva obbligatoria la costituzione e l'adesione ai sistemi di garanzia dei depositanti.

## Riferimenti normativi
- Decreto legislativo 15 febbraio 2016, n. 30 - Attuazione della direttiva 2014/49/UE del Parlamento europeo e del Consiglio, del 16 aprile 2014, relativa ai sistemi di garanzia dei depositi.
- Decreto legislativo 16 novembre 2015, n. 180 - Attuazione della direttiva 2014/59/UE del Parlamento europeo e del Consiglio, del 15 maggio 2014, che istituisce un quadro di risanamento e risoluzione degli enti creditizi e delle imprese di investimento e che modifica la direttiva 82/891/CEE del Consiglio, e le direttive 2001/24/CE, 2002/47/CE, 2004/25/CE, 2005/56/CE, 2007/36/CE, 2011/35/UE, 2012/30/UE e 2013/36/UE e i regolamenti (UE), n. 1093/2010 e (UE) n. 648/2012, del Parlamento europeo e del Consiglio.
- Decreto legislativo 16 novembre 2015, n. 181 - Modifiche del decreto legislativo 1º settembre 1993, n. 385 e del decreto legislativo 24 febbraio 1998, n. 58, in attuazione della direttiva 2014/59/UE del Parlamento europeo e del Consiglio, del 15 maggio 2014, che istituisce un quadro di risanamento e risoluzione degli enti creditizi e delle imprese di investimento e che modifica la direttiva 82/891/CEE del Consiglio, e le direttive 2001/24/CE, 2002/47/CE, 2004/25/CE, 2005/56/CE, 2007/36/CE, 2011/35/UE, 2012/30/UE e 2013/36/UE e i regolamenti (UE), n. 1093/2010 e (UE) n. 648/2012, del Parlamento europeo e del Consiglio.
- Decreto legislativo 24 marzo 2011, n. 49 - Attuazione della direttiva 2009/14/CE, che modifica la direttiva 94/19/CE, relativa ai sistemi di garanzia dei depositi per quanto riguarda il livello di copertura e il termine di rimborso.
- Artt. 83, 96, 96-bis e 96-ter del Testo Unico Bancario
- Decreto legislativo 4 dicembre 1996, n. 659 - Recepimento della direttiva 94/19/CEE relativa ai sistemi di garanzia dei depositi.
- Art. 36 (abrogato) della Legge 2 giugno 1961, n. 454 - Piano quinquennale per lo sviluppo dell'agricoltura
- Legge 15 ottobre 1981, n. 590 - Nuove norme per il Fondo di solidarietà nazionale (abrogato)
- Decreto-Legge 4 novembre 1981, n. 621 - Modificazioni alla disciplina del Fondo interbancario di garanzia.

### Direttive dell'Unione europea
- Direttiva 2014/49/UE del Parlamento europeo e del Consiglio, del 16 aprile 2014, relativa ai sistemi di garanzia dei depositi Testo rilevante ai fini del SEE
- Direttiva 2014/59/UE del Parlamento europeo e del Consiglio, del 15 maggio 2014, che istituisce un quadro di risanamento e risoluzione degli enti creditizi e delle imprese di investimento e che modifica la direttiva 82/891/CEE del Consiglio, e le direttive 2001/24/CE, 2002/47/CE, 2004/25/CE, 2005/56/CE, 2007/36/CE, 2011/35/UE, 2012/30/UE e 2013/36/UE e i regolamenti (UE) n. 1093/2010 e (UE) n. 648/2012, del Parlamento europeo e del Consiglio Testo rilevante ai fini del SEE
- Direttiva 2009/14/CE del Parlamento europeo e del Consiglio, dell'11 marzo 2009, recante modifica della direttiva 94/19/CE relativa ai sistemi di garanzia dei depositi per quanto riguarda il livello di copertura e il termine di rimborso (abrogata)
- Direttiva 94/19/CE del Parlamento Europeo e del Consiglio, del 30 maggio 1994, relativa ai sistemi di garanzia dei depositi (abrogata)

### Linee guida
- Autorità bancaria europea, Orientamenti sui metodi di calcolo dei contributi ai sistemi di garanzia dei depositi (PDF).